# Maria Elisabet de Holstein-Gottorp
Maria Elisabet de Schleswig-Holstein-Gottorp (en alemany Marie Elisabeth von Schleswig-Holstein-Gottorf; 1634–1665) va ser una noble alemanya, landgravina consort de Hessen-Darmstadt.

## Vida
Maria Elisabet va néixer al castell de Gottorp el 6 de juny de 1634, filla de Frederic III de Schleswig-Holstein-Gottorp i la seva esposa Maria Elisabet de Saxònia.
Va morir a Darmstadt el 17 de juny de 1665.

## Matrimoni i fills
El 24 de novembre de 1650 es va casar al palau de Gottorp amb Lluís VI de Hessen-Darmstadt (1630-1678), fill del landgravi Jordi II (1605-1661) i de Sofia Elionor de Saxònia. El matrimoni va tenir vuit fills: 
- Magdalena Sibil·la (1652-1712), casada amb el duc Guillem Lluís de Württemberg (1647-1677).
- Sofia Elionor, nascuda i morta el 1653.
- Jordi (1654-1655).
- Maria Elisabet (1656-1715), casada amb el duc Enric de Saxònia-Roemhild (1650-1710).
- Augusta Magdalena (1657-1674).
- Lluís (1658-1678), futur Lluís VII de Hessen-Darmstadt.
- Frederic (1659-1676).
- Sofia Maria (1661-1712) casada amb el duc Cristià de Saxònia-Eisenberg (1653-1707).